# James Sunderland
James Sunderland è un personaggio immaginario della serie di videogiochi Silent Hill, protagonista di Silent Hill 2.

## Storia
Lavora come impiegato per una piccola impresa. Una persona dal carattere tranquillo che non ama parlare troppo. Prima di entrare a Silent Hill egli era sposato con Mary, che però perse dopo essere stata colpita da una malattia rara e mortale. Dalla morte della moglie James non sarà più lo stesso. Nella storia, James si reca a Silent Hill grazie ad una lettera inviata tre anni dopo dalla stessa moglie defunta dicendogli di incontrarla nel loro "posto speciale". Nel proseguirsi della storia, James incontrerà i vari personaggi che vagano per la città: Angela Orosco, una ragazza alla ricerca di sua madre, Eddie Dombrowsky, un ragazzo paffuto dall'aria alquanto strana, Laura, una bambina alquanto dispettosa nei suoi confronti e Maria, una donna identica a sua moglie Mary che per una parte del gioco accompagnerà James nella sua ricerca.
James scoprirà la realtà alternativa di Silent Hill, le stranezze, e soprattutto le presenze anormali che popolano la città e scoprirà anche il perché di tutto ciò; James si trova a Silent Hill per espiare i propri peccati. 
Tutti i mostri che James affronta fanno parte della sua psiche; ad esempio il Lying Figure rappresenta la sua sofferenza, il Mannequin i suoi bisogni sessuali repressi e i due Pyramid Head il suo senso di autopunizione.

## Altre apparizioni
James fa la sua unica vera comparsa in Silent Hill 2 nel ruolo di protagonista ma viene menzionato anche in altri episodi della serie, oppure è al centro di alcuni camei.
- Camei: Silent Hill 3, Silent Hill: Shattered Memories, Silent Hill: Downpour, Silent Hill: Book of Memories (appare in un cameo anche nel fumetto Hunger).
- Citato: Silent Hill 4: The Room.
- Fuori dalla serie Silent Hill, James appare anche nel videogioco Dead by Daylight, come skin sbloccabile